# Rossmanite
La rossmanite è un minerale.

## Etimologia
Il nome è in onore del mineralogista statunitense George Rossman (1945- ), noto per i suoi contributi all'applicazione delle tecniche spettroscopiche ai minerali.